# Katie Couric

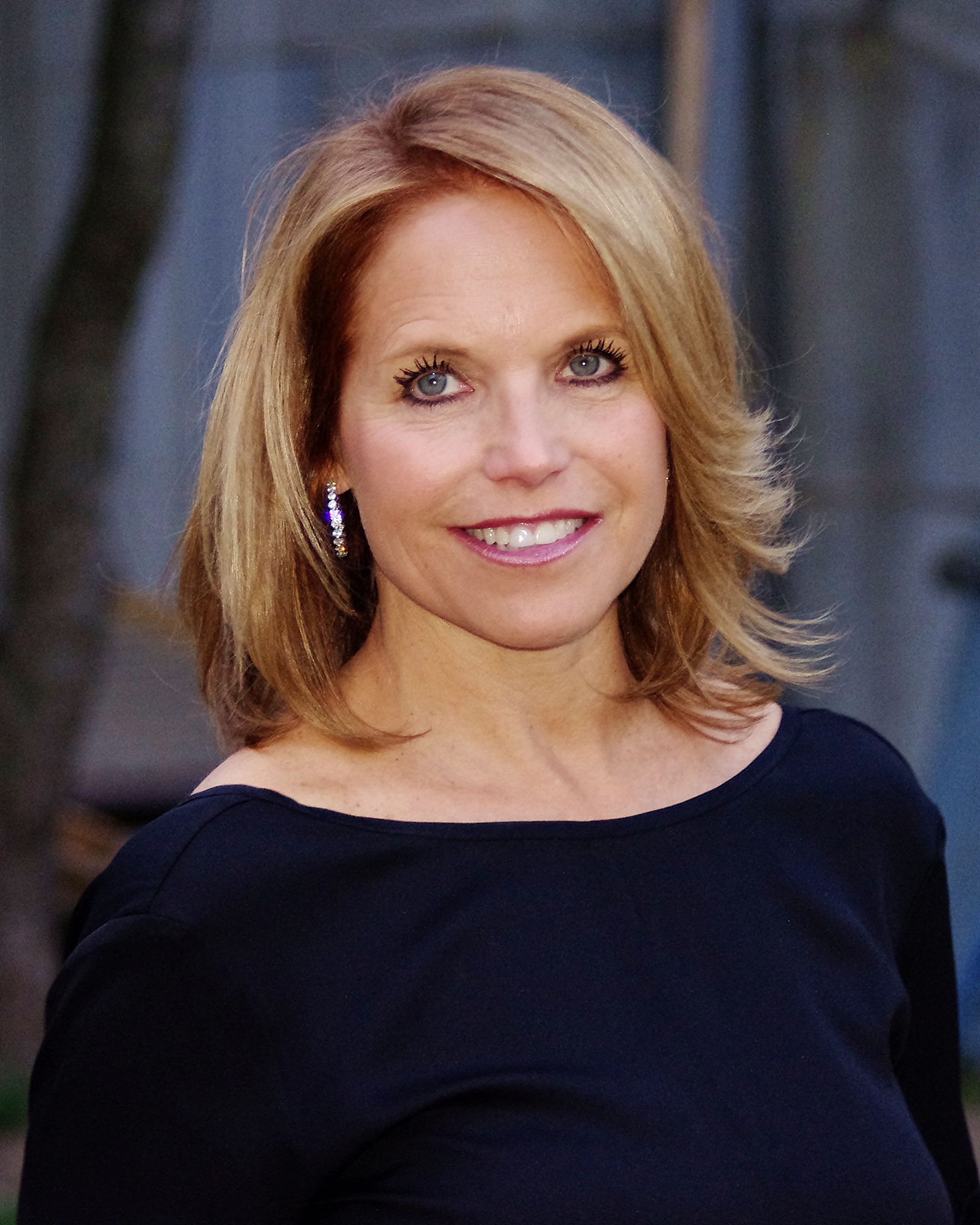
Katie Couric (2012)

Katherine Anne Couric [ˈkʊɹɪk], genannt „Katie“ (* 7. Januar 1957 in Arlington, Virginia) ist eine US-amerikanische Journalistin und Korrespondentin.

## Leben
Couric wurde als Tochter von Elinor und John Martin Couric Jr. in Arlington geboren. Sie besuchte die Grundschule und weiterführende Schulen in Arlington, bevor sie sich 1975 an der University of Virginia (UVA) mit den Hauptfächern Anglistik und Geschichtswissenschaft einschrieb. Sie trat der Studentenverbindung Delta Delta Delta bei. Während ihres Studiums war sie für die universitäre Tageszeitung The Cavalier Daily tätig. 1979 schloss sie ihr Studium in Amerikanistik ab.

### Journalistische Karriere
Courics Karriere begann, als sie für die ABC News in Washington, D.C. angeworben wurde. Später wechselte sie als Redakteurin zu CNN. Zwischen 1984 und 1986 arbeitete sie als Reporterin für einen Fernsehsender namens WTVJ in Miami, Florida. Die beiden folgenden Jahre war Couric für WRC-TV tätig, eine Tochtergesellschaft der NBC in Washington. Diese Tätigkeit brachte ihr eine Auszeichnung der Associated Press und einen Emmy ein.
1989 wechselte sie zu NBC News und wurde dort Korrespondentin im Verteidigungsministerium der Vereinigten Staaten und vertrat zudem verschiedene Moderatoren der Today-Show. 1990 wurde Couric politische Korrespondentin der Nachrichtensendung Today und vertrat dort zunächst die Moderatorin Deborah Norville, deren Nachfolgerin als Nachrichtensprecherin sie im April 1991 wurde. Später moderierte sie zusammen mit Tom Brokaw das Magazin NBC Now (später aufgegangen in Dateline NBC), wo ihre Berichte regelmäßig erschienen und sie auch als Autorin genannt wurde.
Beginnend im Jahr 2005 und während des Jahres 2006 stand Today vermehrt im Wettbewerb mit Good Morning America, das durch den Zugang von Robin Roberts als Co-Moderator zu den bereits vorhandenen Moderatoren Charles Gibson und Diane Sawyer an Popularität gewonnen hatte. Couric hatte daher die Wahl, entweder als Moderatorin bei Today zu bleiben oder das Risiko eines Wechsels zu den CBS Evening News in Kauf zu nehmen.

#### CBS
Am 5. April 2006, ihrem 15. Jahrestag als Ansagerin der Today-Show, kündigte Couric, trotz des Angebotes eines Jahresgehaltes von über 20 Millionen US-Dollar durch NBC, ihren Wechsel zu CBS als Sprecherin der Hauptnachrichten CBS Evening News mit den Worten an:

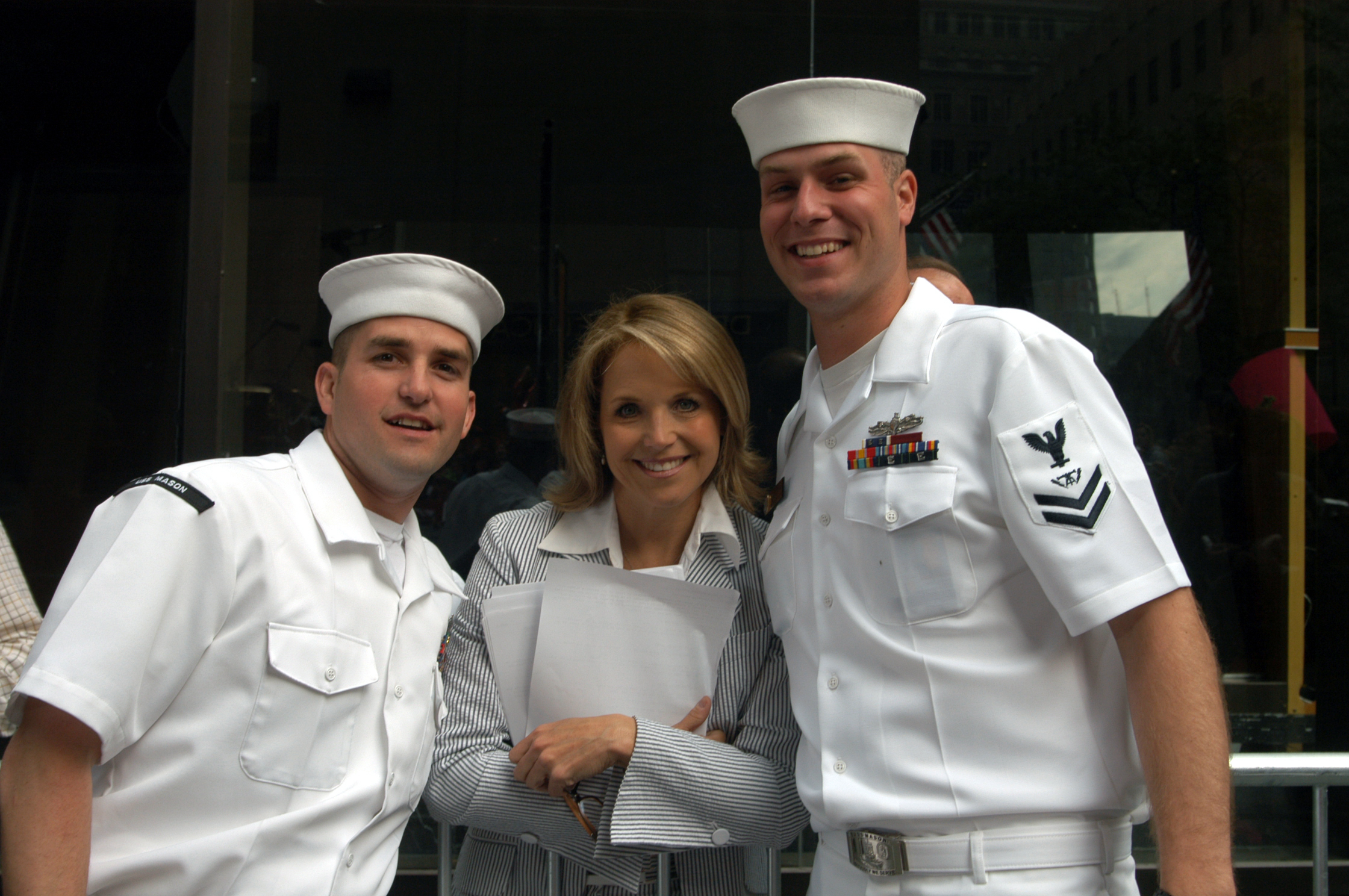
Katie Couric mit Fans im Mai 2006 während einer Werbepause in der Today-Show

“I wanted to tell all of you out there … that after listening to my heart and my gut, two things that have served me pretty well in the past, I’ve decided I’ll be leaving Today at the end of May. […] I really feel as if we’ve become friends through the years. […] Sometimes I think change is a good thing, although it may be terrifying to get out of your comfort zone, it’s very exciting to start a new chapter in your life”

„Ich möchte Ihnen allen dort draußen mitteilen, dass ich, nachdem ich auf mein Herz und meinen Bauch gehört habe – zwei Dinge, die mir immer geholfen haben – mich entschlossen habe, Today Ende Mai zu verlassen.[…] Ich fühle mich wirklich so, als ob wir über die Jahre Freunde geworden sind. […] Manchmal denke ich, dass Wechsel etwas Gutes ist und obwohl es einen einschüchtert, ein sicheres Terrain zu verlassen, ist es auch aufregend, ein neues Kapitel im Leben aufzuschlagen.“

CBS bestätigte am selben Abend, dass Couric die neue Sprecherin und Chef-Editor der CBS Evening News with Katie Couric wird, ihre erste Sendung sei für den 5. September 2006 geplant. Couric würde dann auch bei 60 Minutes mitarbeiten und Prime-Time-Sondersendungen moderieren. Couric wäre mit einem Jahresgehalt von 15 Millionen US-Dollar immer noch der bestbezahlte Nachrichtensprecher. Couric wurde damit die erste Frau, die die werktäglichen Hauptnachrichten eines der drei großen Sender alleine moderierte.
CBS' Entscheidung, Couric auf den Chefsessel zu heben, wurde von vielen kritisiert. Hauptsächlich wurde dies an ihrem angeblichen Mangel an hartem Journalismus und entsprechenden Nachweisen festgemacht, um der einzige Sprecher der CBS Evening News zu werden. Sie wurde dabei mit ihren Vorgängern wie Dan Rather oder Walter Cronkite gemessen, der mehrfach in Zuschauerbefragungen als „glaubwürdigster US-Amerikaner“ („The Most Trusted Man in America“) bezeichnet wurde.
Courics erster Auftritt als Sprecherin der CBS Evening News with Katie Couric war am Dienstag, den 5. September 2006. Die Sendung wurde aus einem neu eingerichteten Fernsehstudio übertragen, dazu gab es eine neue Grafik sowie eine neue, von James Horner komponierte Titelmelodie mit einem Voice-over von Walter Cronkite.
Dies waren die ersten Abendnachrichten, die simultan im Internet und im Radio übertragen wurden. Die Kritiker reagierten gemischt auf die Erstsendung, welche etwa 13,6 Millionen Zuschauer hatte. Dies war die höchste Zahl für die CBS Evening News seit Februar 1998 und ungefähr das Doppelte der sonst üblichen Zuschauer. Mitte September 2006 erreichte die Sendung Platz 1 der wöchentlichen Quoten, dicht gefolgt von NBC Nightly News.
Ab Oktober sank die Zuschauerquote jedoch wieder rapide und Courics Sendung fiel hinter den Sendungen von NBC und ABC auf den dritten Platz zurück. Damit lagen die CBS Evening News with Katie Couric an letzter Stelle in allen Hauptmärkten. Leitende Angestellte bei CBS sowie Personen im direkten Umfeld haben daraufhin öffentlich darüber spekuliert, dass Couric bereits im Januar 2009 ihren Stuhl räumen könnte, zwei Jahre vor dem regulären Vertragsende.

#### Weitere Stationen
2011 verließ Couric CBS und kehrte zu ABC News zurück, wo sie bis 2013 als Korrespondentin tätig war sowie verschiedene Nachrichtensendungen und Talkshows leitete. Im Januar 2014 wechselte sie zu Yahoo.
Couric hat eine Vielzahl von Politikern und Prominenten interviewt, darunter Gerald Ford, Jimmy Carter, George H. W. Bush, Bill Clinton, George W. Bush, Barbara Bush, Tony Blair, Hillary Clinton (ihr erstes Fernseh-Interview), Joanne K. Rowling und Laura Bush. John F. Kennedy jr. gab Couric sein erstes und letztes Interview.
Sie produzierte die Diabetes-Dokumentation Fed Up (Premiere auf dem Sundance Film Festival 2014).
2019 war Couric ausführende Produzentin der Netflix-Eigenproduktion Unbelievable.
Im März 2021 übernahm sie temporär die Moderation der Game-Show Jeopardy!.

#### Kritik
Katie Couric gibt einen Podcast mit dem Titel Katie Couric Commentary Notebook auf der Internetplattform von CBS heraus. Im April 2007 stand eine dieser Sendungen im Kreuzfeuer der Medien. Im Bericht mit dem Titel „Is America ready for a President who grew up praying in a mosque?“ (Ist Amerika bereit für einen Präsidenten, der als Heranwachsender in einer Moschee gebetet hat?) zitiert Couric einen Beitrag in der Los Angeles Times. In dem Artikel wird ein Bekannter aus der Kindheit von Barack Obama zitiert, der aussagt, dass Obama als Kind in einer Moschee gebetet haben soll. Das Video wurde später von der CBS-Website entfernt und die Abschrift des Videos unter Berufung auf einen Artikel der Chicago Tribune ergänzt.
Ferner stand Couric des Öfteren wegen der Vermischung von journalistischer Reportage und Unterhaltung in der Kritik.

### Privates
Couric war seit 1989 mit Jay Monahan verheiratet, der 1998 im Alter von 42 Jahren an Darmkrebs starb. Zusammen haben sie zwei Töchter. Durch den Krebstod ihres Mannes wurde Couric eine prominente Fürsprecherin zur Aufklärung über Darmkrebs. Sie unterzog sich im März 2000 einer Darmspiegelung im Rahmen der Krebsvorsorge, welche im Fernsehen ausgestrahlt wurde. Studien zeigen, dass diese Aktion Dritte inspirierte, sich untersuchen zu lassen. Im Rahmen der Kampagne Hockey Fights Cancer der National Hockey League macht sie öffentliche Ankündigungen und Voice-overs. Im Oktober 2005 – der Oktober ist in den USA als National Breast Cancer Awareness Month bekannt – unterzog sie sich während der Today-Sendung einer Mammografie, um den „Couric-Effekt“ für das Thema Brustkrebs zu nutzen. Ihre Schwester Emily Couric starb im Alter von 54 Jahren an Bauchspeicheldrüsenkrebs.

## Auszeichnungen und Ehrungen
Couric wurde mehrfach für ihre journalistische Tätigkeit ausgezeichnet, darunter mit dem Peabody Award für die Serie Confronting Colon Cancer. 2004 wurde sie für ihren Einsatz gegen den Krebs von der Multiple Myeloma Research Foundation im Rahmen einer Gala geehrt.
Am 17. Dezember 2004 taufte Couric das Kreuzfahrtschiff Carnival Valor.
Sie ist UNICEF-Botschafterin für die Vereinigten Staaten.

## Schriften
- Couric, Katie: The Brand New Kid. Doubleday, New York 2000, ISBN 0-385-50030-0.
- Couric, Katie: The Blue Ribbon Day. Doubleday, New York 2004, ISBN 0-385-51292-9.
- Couric, Katie: The Best Advice I Ever Got: Lessons From Extraordinary Lives. Random House, New York 2011, ISBN 978-0-385-51292-3.
- Couric, Katie: Going There. New York. Little, Brown and Company, New York 2011, ISBN 978-0-385-51292-3.

## Trivia
In der englischsprachigen Originalversion des Zeichentrickfilms Große Haie – Kleine Fische (engl. Originaltitel Shark Tale) leiht sie der Figur der Reporterin „Katie Current“ ihre Stimme. Im Film Austin Powers in Goldständer hat sie einen Gastauftritt als Gefängniswärterin des Georgia State Prisons. In einer Folge der US-amerikanischen Sitcom Will & Grace spielt sie sich selbst als NBC-Reporterin.
Am 12. Mai 2003 moderierte sie als Gast Jay Lenos Tonight Show, die daraufhin einen Zuschauerzuwachs von 45 % verzeichnete. CNN und die New York Daily News bemerkten, dass anstatt des üblichen Tisches von Jay Leno ein anderer Tisch stand, bei dem Studioarbeiter die Frontplatte entfernt hatten, so dass Courics Beine zu sehen waren.